# Umbuzeiro (Brasile)
Umbuzeiro è un comune del Brasile nello Stato del Paraíba, parte della mesoregione dell'Agreste Paraibano e della microregione di Umbuzeiro.